# ルイス・ズッター
ルイス・アーノルド・ズッター（Louis Arnold Zutter、1865年12月2日 - 1946年11月10日）は、スイスの元体操選手である。 彼は1896年に開催されたアテネオリンピックの体操競技で、金メダル1個、銀メダル2個を獲得した。

## 経歴
1865年12月2日に、スイス・ヌーシャテル州のレスポンツ・デ・マーテル（en:Les Ponts-de-Martel）で生まれ、ペソー（en:Peseux, Switzerland）で育った。ペソー在住中に、体操クラブ「La Société des Amis gymnastes de Neuchâtel」の一員となった。彼の父親が1893年にパナチャイキ体操クラブ（en:Panachaiki G.E.）のトレーナーとして雇われると、ルイスはクラブの一員となった。
1896年、アテネオリンピックの体操競技にエントリー。あん馬で金メダル,平行棒と跳馬で銀メダルを獲得し、活躍した。この他、鉄棒にもエントリーしたが記録なしに終わった。1896年のオリンピックでの活躍により、パトラで他のギリシャの選手と共に、市を挙げて表彰された。その後ギリシャで家族一緒に生活したが、翌1897年に希土戦争が勃発した事により、ギリシャを離れスイスに帰国した。
1946年11月10日に、ヌーシャテル州のブードリー（en:Boudry District）にて死去。享年80。

## オリンピックでの成績
| 年   | 大会               | 場所               | 種目   | 結果 |
| ---- | ------------------ | ------------------ | ------ | ---- |
| 1896 | アテネオリンピック | アテネ（ギリシャ） | あん馬 | 1位  |
| 1896 | アテネオリンピック | アテネ（ギリシャ） | 平行棒 | 2位  |
| 1896 | アテネオリンピック | アテネ（ギリシャ） | 跳馬   | 2位  |